# (2290) Helffrich
(2290) Helffrich (1932 CD1) – planetoida z pasa głównego asteroid okrążająca Słońce w ciągu 4,17 lat w średniej odległości 2,59 au. Odkryta 14 lutego 1932 roku.